# Ulster Special Constabulary
Die Ulster Special Constabulary (USC) waren eine paramilitärische Hilfstruppe in Nordirland, die 1920 gegründet wurde. Diese Hilfstruppe der nordirischen Polizei Royal Ulster Constabulary (RUC) rekrutierte sich fast ausschließlich aus protestantischen Unionisten.

## Geschichte

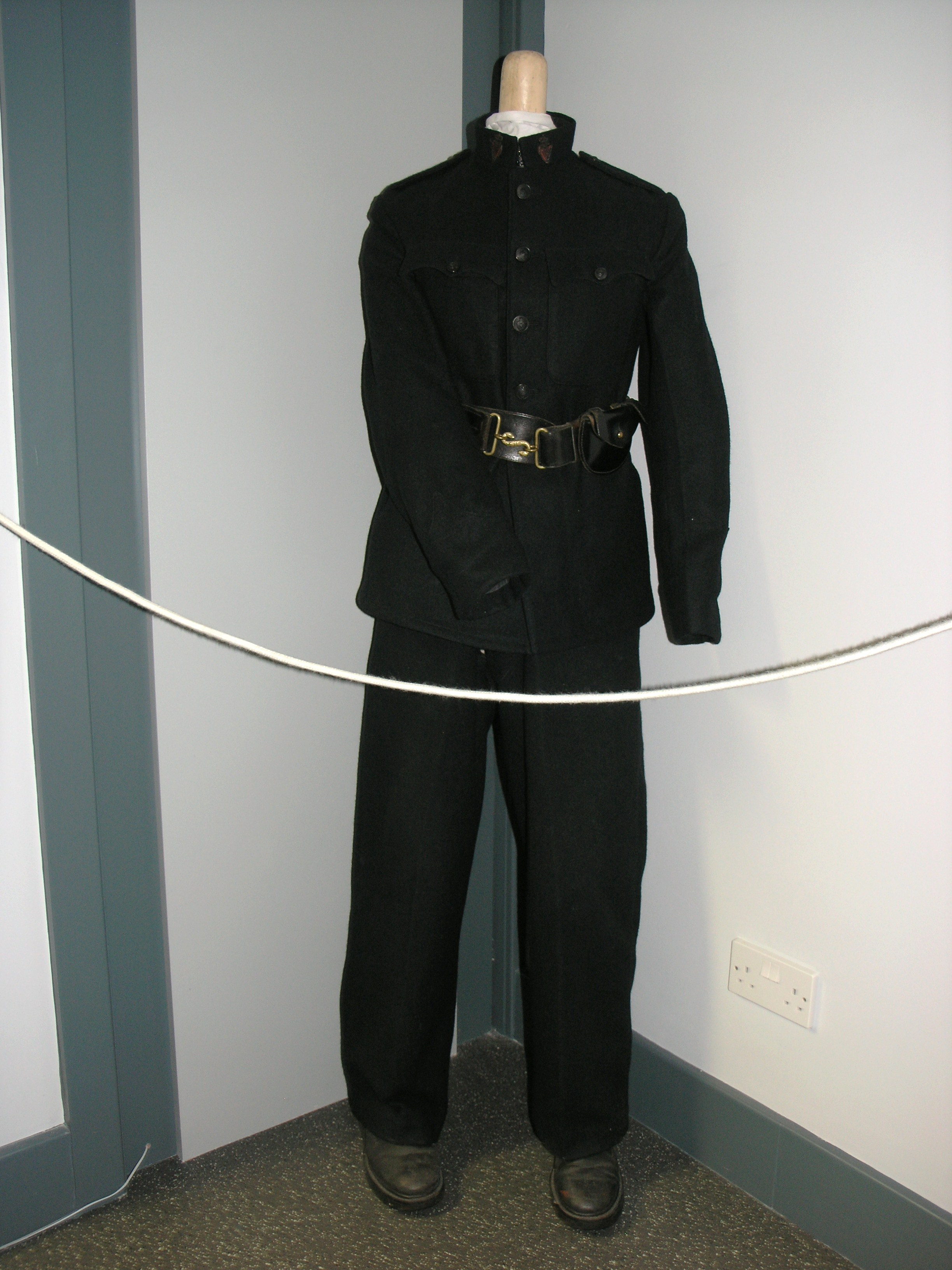
Uniform der B-Specials

Vor dem Hintergrund des Irischen Unabhängigkeitskrieges und schwerer Unruhen in Belfast forderten unionistische Politiker wie James Craig im September 1920 die Aufstellung einer Hilfspolizei in Ulster, die aus den Reihen der Ulster Volunteer Force (UVF) rekrutiert werden sollte. Die UVF war 1912 als protestantisch-unionistische Miliz gegründet worden, war im Ersten Weltkrieg als 36th (Ulster) Division Teil der Britischen Armee und war im Juni 1920 reaktiviert worden. Die britische Regierung gab die Aufstellung der Ulster Special Constabulary am 1. November bekannt, wozu auf ältere Gesetze zurückgegriffen wurde. Dabei standen für die britische Regierung pragmatische Überlegungen wie die Finanzierung und der Mangel an Polizei- und Armeeeinheiten im Vordergrund.
Die Rekrutierung der USC erfolgte über Zeitungsanzeigen, in denen gesetzestreue Bürger zwischen 21 und 45 Jahren gesucht wurden. Die Auswahl der Hilfspolizisten erfolgte durch Friedensrichter und ehemalige Offiziere, wobei auf unbezweifelbare Treue und Tüchtigkeit Wert gelegt wurde. UVF-Offiziere forderten ihre Mannschaften zum Eintritt auf. In Belfast blieben die Rekrutenzahlen anfänglich deutlich hinter den Erwartungen zurück, während sie in ländlichen Gebieten wie Fermanagh höher waren. Die USC bestand aus drei Abteilungen:
- Die A-Specials sollten 2000 bewaffnete und uniformierte Hilfspolizisten in Vollzeitbeschäftigung umfassen.
- Die B-Specials waren die mit Abstand größte Abteilung. Allein in Belfast sollten 4000 Mann rekrutiert werden. Sie sollten einmal pro Woche in der Nähe ihres Wohnortes bei Fußstreifen, Straßensperren oder zur Bewachung von Gebäuden eingesetzt werden, wofür sie eine Aufwandsentschädigung erhielten. Bei bewaffneten Streifen sollten B-Specials unter dem Kommando eines Beamten der Royal Irish Constabulary (RIC) stehen. Anfänglich mit Mützen und Armbändern ausgestattet, waren die B-Specials ab Februar 1922 uniformiert. B-Specials waren mit Gewehren und Bajonetten bewaffnet.
- Die C-Specials waren eine aus älteren Rekruten gebildete Reserve für den Fall eines Notstandes. Sie waren nicht uniformiert und konnten im Dienst privat gehaltene Waffen nutzen.[2]

Während der Unruhen in Belfast wurden ab Dezember 1920 A-Specials und ab Februar 1921 B-Specials eingesetzt. Nach dem Waffenstillstand im Irischen Unabhängigkeitskrieg wurde die USC vorübergehend demobilisiert. In der ersten Hälfte des Jahres 1922 war die USC verstärkt im Einsatz, speziell in der Grenzregion Nordirlands. Im April 1922 ging die Verantwortung für die USC von der britischen auf die nordirische Regierung über; einen Monat später ersetzte die RUC die RIC. Bei den Unruhen Anfang der 1920er Jahre wurden 49 Polizisten der USC getötet, 11 von ihnen in Belfast.
Britische Politiker und Militärs bezweifelten zum Teil den Sinn und Nutzen der USC. Unionisten stellten die Integration der UVF in die USC als Versuch dar, „leidenschaftliche“ Teile der protestantischen Arbeiterschaft zu integrieren und so einen drohenden Bürgerkrieg zu verhindern. Katholische Nationalisten verglichen die USC oft mit den Black and Tans, die im Irischen Unabhängigkeitskrieg für brutale Übergriffe verantwortlich waren. Aus katholisch-nationalistischer Sicht war die USC ein Versuch, eine starke Kraft zur Unterdrückung der Minderheit in Nordirland aufzubauen.
Der Historiker Jonathan Bardon bezeichnet die USC als offiziell von der britischen Regierung genehmigte protestantische Miliz und verweist darauf, dass es keine entschlossenen Versuche gegeben habe, Katholiken zu einer Bewerbung zu bewegen. Alan F. Parkinson zufolge beteiligte sich eine erhebliche Minderheit der Hilfspolizisten an der Misshandlung von Katholiken. Unverhältnismäßig oft hätten USC-Einsätze zu Todesfällen geführt. Parkinson zieht eine gemischte Bilanz: Zwar habe es kaum bestrittene Erfolge der USC im Kampf gegen die Gewalt in Nordirland gegeben, die dabei eingesetzten Methoden seien vielfach zweifelhaft gewesen. Der schlechte Ruf der USC sei das Ergebnis einer Mischung aus Wahrheit und Gerüchten gewesen und habe erhebliche Konsequenzen für die Entwicklung Nordirlands gehabt.
1925 wurden die A-Specials und die C-Specials aufgelöst. Die B-Specials wurden beibehalten und bei IRA-Kampagnen in Nordirland eingesetzt, beispielsweise während der Border Campaign von 1956 bis 1962. Die Auflösung der B-Specials war Ende der 1960er Jahre eine der Hauptforderungen der nordirischen Bürgerrechtsbewegung, die ein Ende der Diskriminierung der katholischen Minderheit forderte. Im Januar 1969 überfielen radikale Unionisten, unter ihnen B-Specials außerhalb ihres Dienstes, einen Bürgerrechtsmarsch bei Burntollet. Während der Unruhen im August 1969, die zum Einsatz der britischen Armee führten, wurde ein Katholik von B-Specials erschossen. Eine Kommission unter Vorsitz von John Hunt empfahl im Oktober 1969 die Auflösung der B-Specials. An ihre Stelle trat, wie von der Kommission empfohlen, ab April 1970 eine in Nordirland rekrutierte Einheit der britischen Armee, das Ulster Defence Regiment, der viele ehemalige B-Specials beitraten.